# (1796) Riga
(1796) Riga – planetoida należąca do zewnętrznej części pasa głównego planetoid okrążająca Słońce w ciągu 6 lat i 48 dni w średniej odległości 3,35 au. Została odkryta 16 maja 1966 roku w Krymskim Obserwatorium Astrofizycznym w Naucznyj na Półwyspie Krymskim przez Nikołaja Czernycha. Nazwa planetoidy pochodzi od Rygi, stolicy Łotwy. Przed nadaniem nazwy planetoida nosiła oznaczenie tymczasowe (1796) 1966 KB.